# Il Messaggero

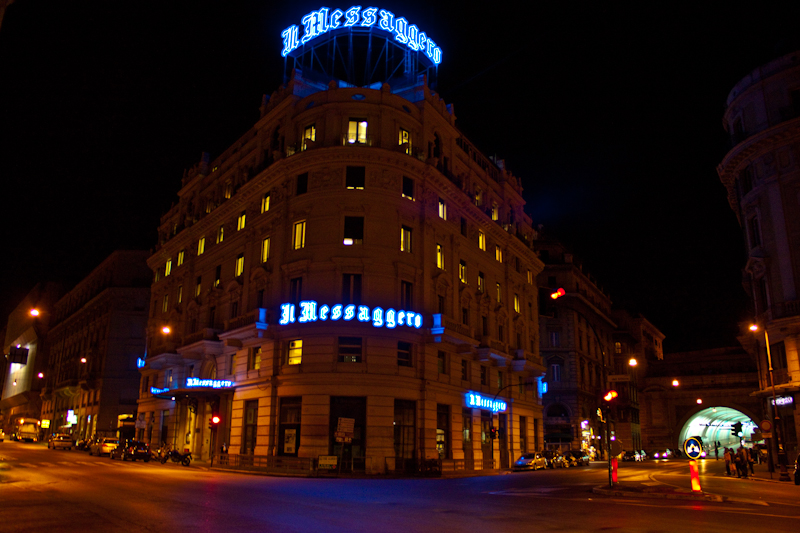
Il Messaggeros huvudkontor i Rom.

Il Messaggero är en italiensk dagstidning med säte i Rom som började utkomma regelbundet 1 januari 1879, efter att man 16 december 1878 hade gett ut ett provnummer för att testa efterfrågan. Den nuvarande (juni 2018) upplagan av papperstidningen är cirka 89 000 exemplar. Som för de flesta dagstidningar har upplagan minskat dramatiskt sedan Internet fick sitt genombrott. Ännu 2001 låg den på cirka 293 000 exemplar.